# Topomyia houghtoni
Topomyia houghtoni är en tvåvingeart som beskrevs av Feng 1941. Topomyia houghtoni ingår i släktet Topomyia och familjen stickmyggor. Inga underarter finns listade i Catalogue of Life.